# Kalija
Kalija (hebrejsky קַלְיָה, podle latinského názvu kalium pro potaš, který se zde těží, později též akronym hebrejského קם לתחייה ים המוות – Mrtvé moře se vrátilo k životu, podle jiného zdroje odvozeno od jména místní rostliny zmiňované v mišně, v oficiálním přepisu do angličtiny Qalya, přepisováno též Kalya) je vesnice typu kibuc a izraelská osada na Západním břehu Jordánu v distriktu Judea a Samaří a v Oblastní radě Megilot.

## Geografie
Nachází se ve výšce 360 metrů pod úrovní moře, pod svahy hor klesajících z Judské pouště k severozápadnímu okraji Mrtvého moře, cca 12 kilometrů jižně od města Jericho, cca 22 kilometrů východně od historického jádra Jeruzalému a cca 75 kilometrů jihovýchodně od centra Tel Avivu. Na dopravní síť Západního břehu Jordánu je napojena pomocí silnice číslo 90 (takzvaná Gándího silnice – hlavní severojižní spojnice v Jordánském údolí). Ta se nedaleko odtud kříží s dálnicí číslo 1 vedoucí do Jeruzalému a Tel Avivu.
Nachází se v řídce osídlené oblasti podél západního břehu Mrtvého moře, ve které dominují výlučně drobná izraelská sídla, bez trvalé demografické přítomnosti Palestinců. 1 kilometr jižně od osady je archeologická lokalita Kumrán.

## Dějiny
V prostoru současné obce Kalija existovalo židovské osídlení již ve 30. letech 20. století. V roce 1927 založil Moše Novomejskij (Моисей Абрамович Новомейский, משה נובומייסקי) firmu Palestine Potash Ltd., která v roce 1931 zahájila v Kaliji provoz továrny na zpracování minerálů z Mrtvého moře. U továrny vyrostla stejnojmenná osada pro zaměstnance. Během války v letech 1948-49 byla továrna i osada dobyta arabskými silami a zničena.
Současná vesnice byla založena roku 1968. 28. ledna 1968 izraelská vláda rozhodla o obnovení izraelské přítomnosti v tomto regionu a schválila založení osady typu nachal tedy kombinace vojenského a civilního osídlení v lokalitě Kalija. K tomu pak došlo v srpnu 1968. Šlo o jednu z prvních izraelských osad zřízenou na Západním břehu Jordánu po jeho dobytí izraelskou armádou v roce 1967. V ryze civilní osadu byla proměněna v roce 1974. Územní plán obce předpokládal výhledově výstavbu 310 bytových jednotek, z nichž byla realizována prakticky celá skupina cca 60 bytů v samotné obci, zatímco plány na 250 bytů severně odtud zatím nebyly naplněny.
V kibucu funguje zdravotní středisko, mateřská škola i základní škola pro okolní izraelské obce. Ekonomika je založena na zemědělství a na turistice (turistická vesnice, provoz nedalekého archeologického parku v lokalitě Kumrán). Nedaleko vesnice se na břehu Mrtvého moře nachází zábavní vodní park Atrakcija.
Počátkem 21. století nebyla Kalija zahrnuta do projektu Izraelské bezpečnostní bariéry. Ta do svých hranic začlenila pouze západněji položené izraelské osady v bloku okolo města Ma'ale Adumim. Podle stavu k roku 2008 ale nebyla tato bariéra ještě zbudována a ani její trasa v tomto úseku nebyla stanovena. Budoucí existence vesnice závisí na parametrech případné mírové smlouvy mezi Izraelem a Palestinci.

## Demografie
Obyvatelstvo Kalija je v databázi rady Ješa popisováno jako sekulární. Podle údajů z roku 2014 tvořili naprostou většinu obyvatel Židé (včetně statistické kategorie "ostatní", která zahrnuje nearabské obyvatele židovského původu ale bez formální příslušnosti k židovskému náboženství).
Jde o menší obec vesnického typu s dlouhodobě stagnující populací. V rámci řídkého osídlení podél západního a severního okraje Mrtvého moře ale jde o obec s jistým střediskovým charakterem (například školské instituce) a s poněkud vyšším počtem obyvatel. K 31. prosinci 2014 zde žilo 390 lidí. Během roku 2014 registrovaná populace stoupla o 4,3 %.
| Rok            | 1983 | 1990 | 1991 | 1992 | 1993 | 1994 | 1995 | 1996 | 1997 | 1998 | 1999 | 2000 |
| -------------- | ---- | ---- | ---- | ---- | ---- | ---- | ---- | ---- | ---- | ---- | ---- | ---- |
| Počet obyvatel | 102  | 245  | 242  | 222  | 228  | 247  | 256  | 248  | 265  | 256  | 262  | 260  |

| Rok            | 2001 | 2002 | 2003 | 2004 | 2005 | 2006 | 2007 | 2008 | 2009 | 2010 | 2011 | 2012 | 2013 | 2014 |
| -------------- | ---- | ---- | ---- | ---- | ---- | ---- | ---- | ---- | ---- | ---- | ---- | ---- | ---- | ---- |
| Počet obyvatel | 264  | 257  | 260  | 260  | 271  | 266  | 274  | 281  | 300  | 306  | 326  | 360  | 374  | 390  |